# Cloet (Adelsgeschlecht)

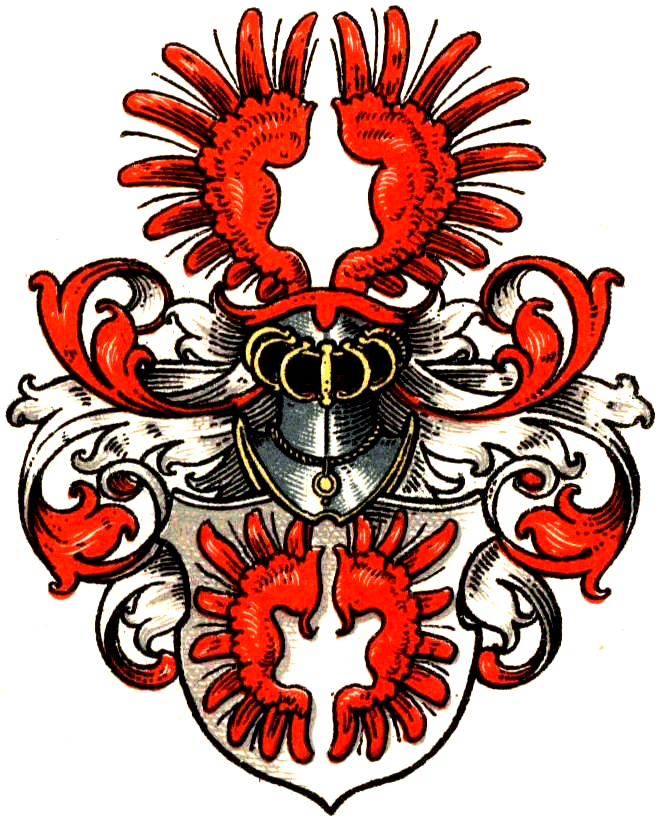
Stammwappen derer von Cloedt im Wappenbuch des Westfälischen Adels

Cloet (auch Clod, Clodt, Cloedt, Clot, Cloyt, Cloth, Clodh, Klot, Kloit, Kloid) waren eins der ältesten westfälischen Adelsgeschlechter und zählen somit zum Uradel. Dieses ist nicht zu verwechseln mit den baltischen Klot-Heydenfeld, die sich in Pommern Klot-Trautvetter nannten, oder den ebenfalls baltischen Clodt von Jürgensburg, auch nicht mit den Moers-Clevischen Pelden genannt Cloudt.

## Geschichte

### Frühe Geschichte
Die Familie von Cloet wurde erstmals um 1188 mit einem Dietrich von Cloet vom Kloster Marienfeld urkundlich erwähnt.
Ein Everhard mit dem Beinamen Clot wird 1178 als Zeuge in einer Urkunde des münsterischen Bischofs Hermann genannt, in der eine ewige Lampe für das Stift Cappenberg gestiftet wird.
Im Jahr 1227 treten Gerhard und Thethard Clot als Ministerialen und Burgmänner des Grafen Gottfried II. von Arnsberg in Erscheinung. In einer Urkunde von 1266 verspricht Heinrich von Plettenberg, Marschall von Westfalen, Schutz für das Kloster Welver gegen Übergriffe eines Gerhard Klot zu Dinker. In dieser Urkunde erscheint ein Ritter Everhard Klot als Zeuge.
Im 14. Jahrhundert sind mehrere Mitglieder der Familie als Lehnsnehmer in der Grafschaft Arnsberg belegt. So besitzen Johann Cloyt und Everhard gen. Clot um 1300 verschiedene Höfe und Hufen in Soest und Umgebung, darunter Nostelen, Osterndorp, Ectorp und Dinker. 1336 verkauft ein Johan gen. Clot von Bochouele einen Leibeigenen, 1341 wird ein Godfrid Clot als Waffenträger des Edelherrn Johann von Grashoff genannt.
1372 verkaufen Heinrich Clot von Nortelen und dessen Angehörige Grundstücke an das Walburgisstift in Soest. Im Jahr 1375 wird Diederich Cloth von Seppenhagen nach gewaltsamen Auseinandersetzungen mit dem münsterischen Domkapitel wegen eines abgehauenen Birnbaums zu einer Einigung verpflichtet.
Im 15. Jahrhundert tritt die Familie weiterhin in Urkunden auf. Wernike Clot tor Colen veräußert 1431 Besitz in Delde; der Verkauf wird 1490 von Diederich Kloet, einem Knappen, sowie weiteren Familienmitgliedern bestätigt. Evert vom Cloede wird 1469 von Kurköln mit einem Viertel des Zehnten zu Niedermönnigsen (Mörmypter) belehnt, das zuvor sein verstorbener Bruder Hermann von Cloedt innehatte.
Die Familie von Cloedt wird in der Geschichte der Jakobus-Kirche in Pelkum erwähnt, da deren Wappen und Namen im Inneren der Kirche auf Grabsteinen erhalten sind.

### Besitzungen im Mittelalter und der frühen Neuzeit

#### Grafschaft Mark und Herzogtum Westfalen
Die Familie hatte Besitzungen vor allem in der Grafschaft Mark und dem Herzogtum Westfalen. Sie hatte 1230 Anteil an der Burg Mark und 1275 an der Burg Hovestadt (Burglehen 3–5). Des Weiteren besaß sie um 1336 Bockhövel. Hinzu kamen das Rittergut Beringhausen (1645–1700), Rittergut Hanxleden (1589–1711), Rittergut I Remblinghausen (1642–1755), Rittergut Wiggeringhausen (1642–1670), Besitz im Kirchspiel Dinker (1178–1252), sowie das Rittergut A und B in Nateln im Kirchspiel Dinker (1178–1600).
Ein Heinrich von Cloet war Ritter im Dienst der Grafen von der Mark und war Erbburgvogt der Burg Mark. Später führte das Geschlecht den Titel Erbkastellan. Die Nutzung dieses Titels endete im 16. Jahrhundert. Danach führte man noch einige Zeit den Titel Burgmann zu der Mark.
Zu den Hauptsitzen der Familie gehörten u. a. das Haus Hennen (bei Unna), das in Verbindung zur Linie der Freiherren von Cloedt zu Hennen stand. Diese Linie hatte bis ins 19. Jahrhundert Bestand. Das Haus war ein ehemaliges Rittergut, dessen Geschichte eng mit dem Geschlecht verbunden ist.

#### Rheinland und Hunsrück
Im 17. und 18. Jahrhundert kamen Besitzungen im Rheinland hinzu. Die Burg Oberbreidenbach bei Lindlar besaß die Familie um 1600 und Ehrenburg auf dem Hunsrück 1666.
Außerdem verfügte sie über Lehen bei Osnabrück.

### Militärwesen

#### Die Einnahme von Schloss Krackau (1600)
Am 9. Februar 1600 wurde das Schloss Krackau im Auftrag von Graf Moritz von Nassau-Oranien durch den Rittmeister Cloedt militärisch eingenommen. Das Anwesen war zuvor der Fürstin von Württemberg testamentarisch vermacht worden und stand unter der Kontrolle kaiserlicher Truppen. In einem nächtlichen Überraschungsangriff, der von etwa 40 Reitern begleitet wurde, gelang es Cloedt, das umliegende Dorf zu sichern und das Schloss weitgehend kampflos zu besetzen. Die Einnahme erfolgte im Rahmen des fortgesetzten territorialen Machtkampfes protestantischer Fürsten gegen das Haus Habsburg. Der Vorfall ist in einem zeitgenössischen militärgeschichtlichen Sammelwerk dokumentiert.

### Linie Ehrenburg

#### Besitz im Kirchspiel Nassen
Die Linie Ehrenburg besaß im ausgehenden 18. Jahrhundert durch die Freiherrn von Clodt Grundbesitz im Kirchspiel Nassen, einem Gebiet im Einflussbereich des ehemaligen Stifts St. Kastor in Karden. Ihre Besitzrechte sind unter anderem für das Jahr 1790 urkundlich belegt, neben denen weiterer Adelsfamilien wie den Grafen von der Leyen und Waldbott von Bassenheim sowie mehrerer Klöster.

#### Herrschaft Ehrenberg und die Ehrenburg
Darüber hinaus besaßen die Freiherrn von Clodt als Lehnsherren die reichsritterschaftliche Herrschaft Ehrenberg, zu der auch Brodenbach an der Mosel gehörte. Die Ehrenburg auf dem Hunsrück war seit 1666 im Besitz der Familie. Für die nachfolgenden Burgherren stellte sie jedoch nur einen Teil ihres umfangreichen Besitzes dar.
| Güter                                                                                       | Quadrat d. Karte | Gemarkung | Pfarreien       | Decanate   | Diözesen |
| ------------------------------------------------------------------------------------------- | ---------------- | --------- | --------------- | ---------- | -------- |
| Brodenbach, Ehrenburg Schloss u. Thal, Kröpplingerhof, Jahrsbergerhof, Stabenhof (St. Goar) | K. 17.           | 957       | K. Löf          | Ochtendung | Trier    |
| Karbach (St. Goar)                                                                          | L. 18.           | 500       | K. Ilalsenbach  | Boppard    | Trier    |
| Ob.-Hirzenach (St. Goar)                                                                    | L. 18.           | 117       | K. N.-Hirzenach | Boppard    | Trier    |
| Schiebigeicherhof (St. Goar)                                                                | L. 17.           | ca. 96    | K. O.-Fell      | Ochtendung | Trier    |

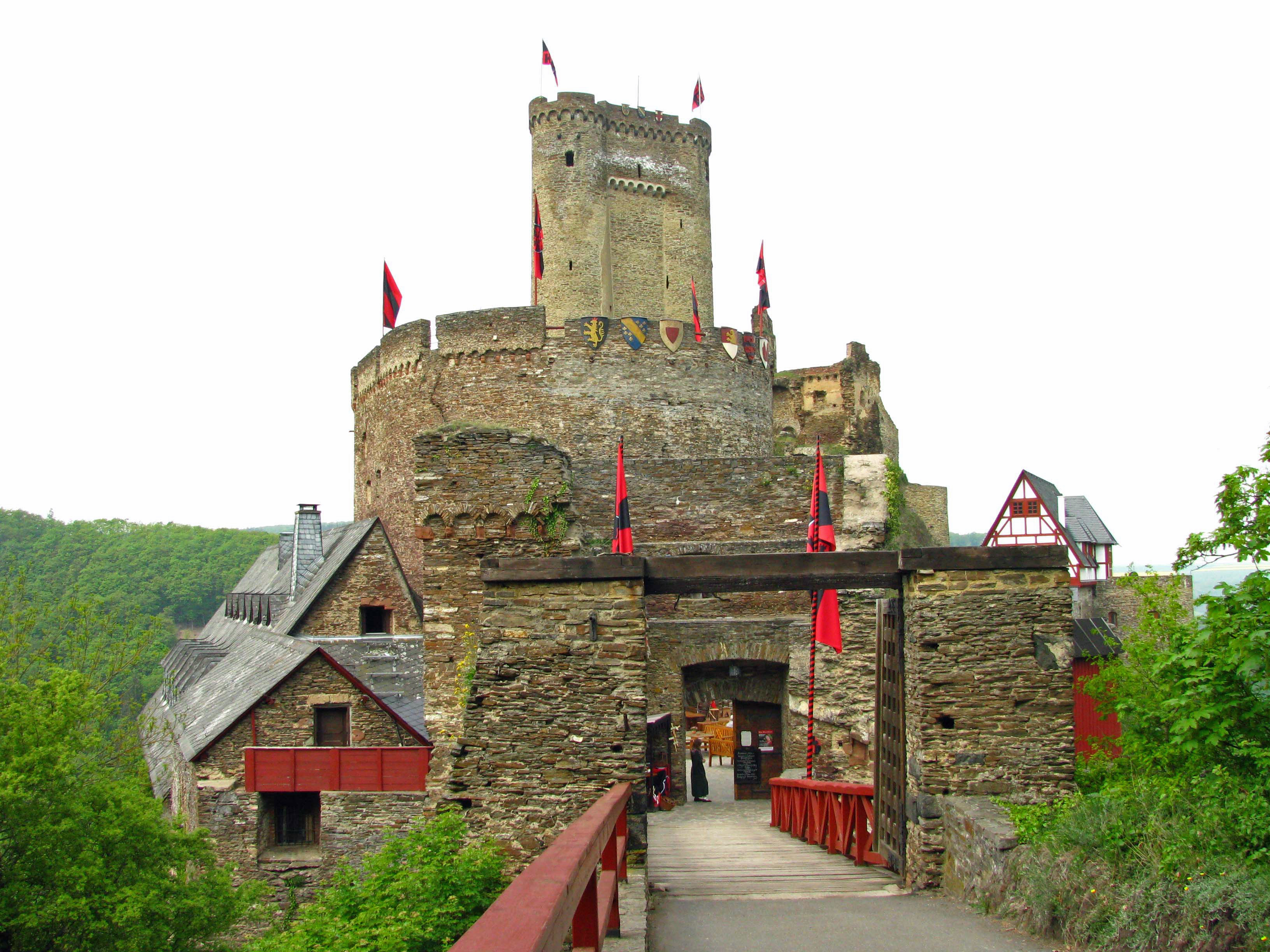
Ehrenburg im Hunsrück bei Brodenbach (2009) – Wappen derer von Cloedt ganz rechts auf der Burg.

Im Jahr 1732 ließ Raban von Clodt auf dem Gebiet der Herrschaft Ehrenberg eine Kapelle zu Ehren des heiligen Johannes Nepomuk (St. Johannes Nepomuk) errichten, trotz Widerstands der Pfarrei Löf und des Trierer Bistums. Die Familie stiftete einen Großteil der Ausstattung und übernahm die Verpflichtung zur Finanzierung eines künftigen Pfarrdienstes.
Als lineare Gravur befindet sich das Wappen der Freiherren von Cloedt mit der Jahreszahl 1705 auf einem silbernen Messkelch in der Kirche.

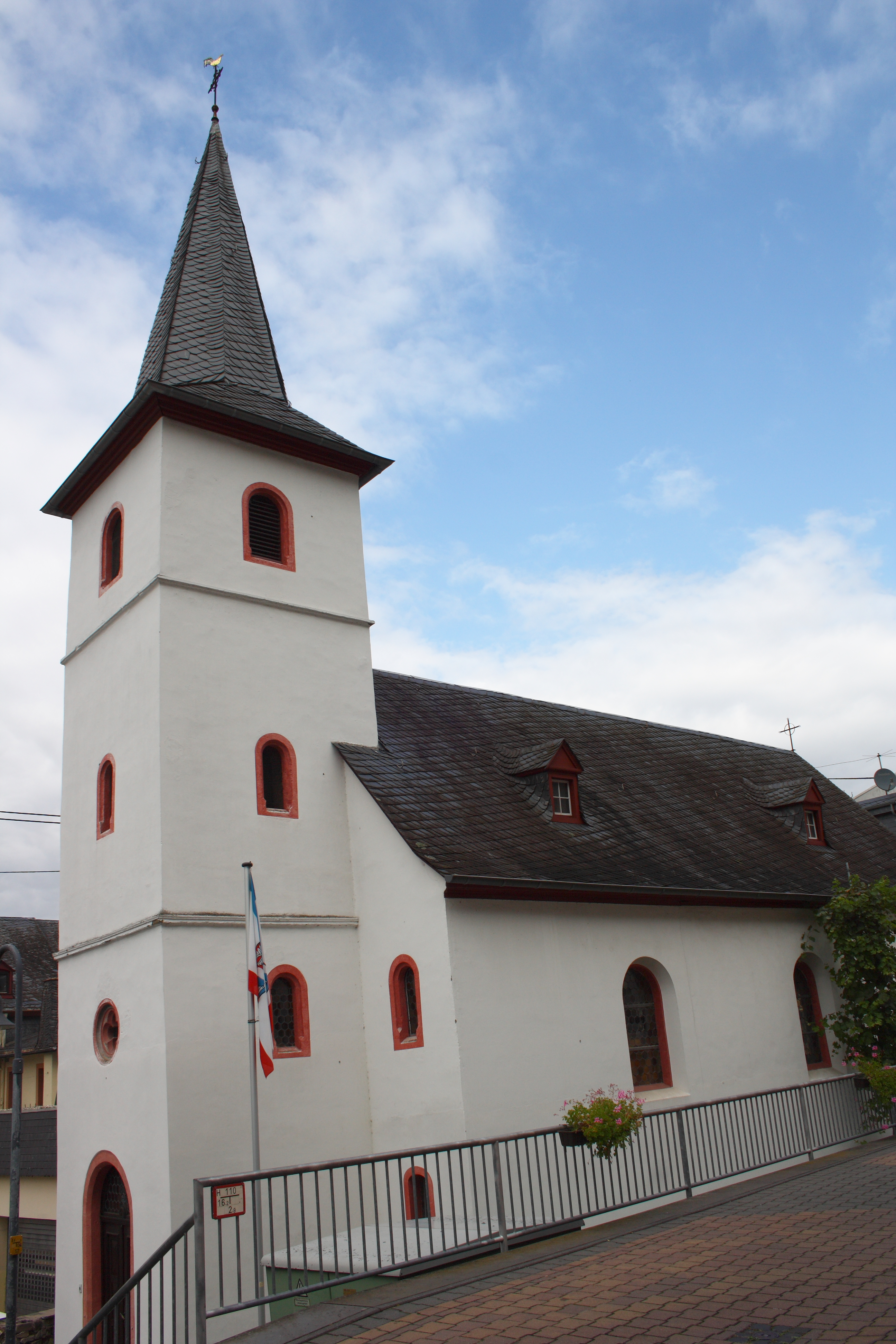
Die ehemalige katholische Filialkirche „St. Johannes Nepomuk“ in Brodenbach an der Untermosel

#### Herrschaft Landskron und die Reichsburg Landskron
Die Reichsburg Landskron bei Bad Neuenahr-Ahrweiler gelangte im Jahr 1775 in den Besitz der Freiherren von Clodt. Sie war damit Teil des weitverzweigten Besitzes der Familie im Rheinland im späten 18. Jahrhundert.
| Güter                                          | Quadrat d. Karte | Gemarkung | Pfarreien      | Decanate | Diözesen |
| ---------------------------------------------- | ---------------- | --------- | -------------- | -------- | -------- |
| Bodendorf (Ahrweiler)                          | J. 14.           | 324       | K. Bodendorf   | Ahrgau   | Köln     |
| Kirchdaun Anteil (Ahrweiler)                   | H.J. 14.         | 218       | K. Kirchdaun   | Ahrgau   | Köln     |
| Lohrsdorf u. Burg Landskron Anteil (Ahrweiler) | J. 14.           | 359       | K. Heimerheim  | Ahrgau   | Köln     |
| Green (Ahrweiler)                              | J. 14.           | 359       | K. Heimersheim | Ahrgau   | Köln     |
| Ob.- u. Ndr.-Nierendorf (Ahrweiler)            | H. 14.           | 369       | K. Leimersdorf | Ahrgau   | Köln     |
| Oedingen (Ahrweiler)                           | H. 13.           | 218       | K. Oedingen    | Ahrgau   | Köln     |
| Schalkenbach, Schirmerhof und Vinxt (Anteil)   | H. 15.           | 1034      | K. Königsfeld  | Ahrgau   | Köln     |

#### Letzter Vertreter der Linie
Der letzte reichsritterliche Burgherr und Patronatsherr, Benedikt Freiherr von Clodt, war Baron, führte die Titel Herr zu Landscron, Ehrenberg, Hennen, Grimberg, Meill und Thomberg und war kurfürstlicher Gerichtspräsident in Koblenz. Ende des 18. Jahrhunderts residierte er vorwiegend im Ehrenberger Hof am Münzplatz in Koblenz.
Mit seinem Tod im Jahr 1798 erlosch die Linie Ehrenburg. Andere Linien bestanden fort.

### Heiraten und Linienbildung
Die Familie bildete im Laufe der Zeit mehrere Linien aus. Das Erbe einer Linie der Familie Hanxleden kam 1580 durch die Heirat von Dietrich von Cloet mit der Erbtochter der Hanxleden in den Besitz der Familie. Abgesehen davon bildeten sich weitere aus, darunter die Linien zu
- Hanxleden,
- Ehrenburg (erloschen),
- Narteln (auch Nateln),
- Hangelsteden,
- Breidenbach,
- Hennen,
- Heydemühlen,
- Remblinghausen und andere.

| Rittergut/Besitz                                         | Zeitraum                 |
| -------------------------------------------------------- | ------------------------ |
| Anteil an der Burg Mark                                  | 1230                     |
| Anteil an der Burg Hovestadt (Burglehen 3–5)             | 1275                     |
| Gut Bockhövel                                            | um 1336                  |
| Rittergut Beringhausen                                   | 1645–1700                |
| Rittergut Hanxleden                                      | 1589–1711                |
| Rittergut I Remblinghausen                               | 1642–1755                |
| Rittergut Wiggeringhausen                                | 1642–1670                |
| Kirchspiel Dinker                                        | 1178–1252                |
| Rittergut A und B in Nateln im Kirchspiel Dinker         | 1178–1600                |
| Burg Oberbreidenbach bei Lindlar                         | um 1600                  |
| Ehrenburg auf dem Hunsrück                               | 1666–1798                |
| Haus Hennen bei Unna                                     | 1580–1790                |
| Grundbesitz im Kirchspiel Nassen                         | 1790                     |
| Lehnsbesitz in der Herrschaft Ehrenberg (mit Brodenbach) | 1732 bis mindestens 1798 |
| Burg Landskron                                           | 1775                     |

## Stammfolge
1. 1. Rolef von Cloedt ⚭ Grete von Lethmate
    1. Heinrich von Cloedt ⚭ Elisabetha von Langen
      1. Heinrich von Cloedt († 1543) ⚭ Johanna Roist von Werl
        1. Johann von Cloedt zu Nateln ⚭ Margaretha von Westphalen zu Scheidingen
          1. Heinrich von Cloedt zu Nateln († 1609) ⚭ Henrika von Westhoff zu Hennen († 1603)
            1. Westhoff von Cloedt († 1636) ⚭ Frederica von Bawir
              1. Maria Elisabetha von Cloedt
              2. Philip Friedrich (Dietrich) von Cloedt ⚭ Maria Juliana von Quadt von Landscron
                1. Ernst Gisbert Freiherr von Cloedt zu Ehrenburg
                2. Dietrich Daniel von Cloet zu Hennen ⚭ Johanna Maria Elisabeth von und zu der Heeß
                  1. Raban Ludwig Ernst von Cloet, Fürstlicher Fuldaischer geheimer Rat und Obermarschall
                  2. Stephan Johann Roser von Cloedt, Bischof zu Derbent und Weihbischof zu Fulda († 1727)
                  3. Ernst Gisbert von Cloet, Kanonikus zu Fritzlar
                  4. Johann Adolf von Cloet, königlich preußischer Rittmeister
                  5. Johanna Helena von Cloet, Stiftsdame zu Hörden

              3. Rabe Hermann von Cloedt

            2. Anna Elisabeth von Cloedt zu Hennen (* 1580)
            3. Margret von Cloedt zu Nateln (* 1585)

          2. Hermann Friedrich von Cloedt

## Stammbaummärchen
Im 17. Jahrhundert entwickelte die Familie von Cloedt ein „Stammbaummärchen“, das ihre Herkunft von einem römischen Hauptmann namens Clodius behauptete, der angeblich während der Kreuzigung Christi eine westfälische Truppe anführte. Diese Legende war typisch für die Zeit, in der viele Adelsfamilien ihre Abstammung mit antiken oder biblischen Persönlichkeiten verbanden, um ihren Status zu legitimieren.

## Wappen
- Das Stammwappen zeigt in Silber zwei rote Adlerflügel. Auf dem Helm mit rot-silbernen Decken ein offener roter Adlerflug.
- Das Wappen der Freiherren von Cloedt zu Hennen ist geviert, Felder 1 und 4 zeigen das Stammwappen, 2 und 3 in Gold einen rechts sehenden schwarzen Adler. Auf dem rechten gekrönten Helm mit rot-silbernen Decken der offene rote Adlerflug, auf dem linken gekrönten Helm mit schwarz-goldenen Decken ein natürlicher Baum.[15]

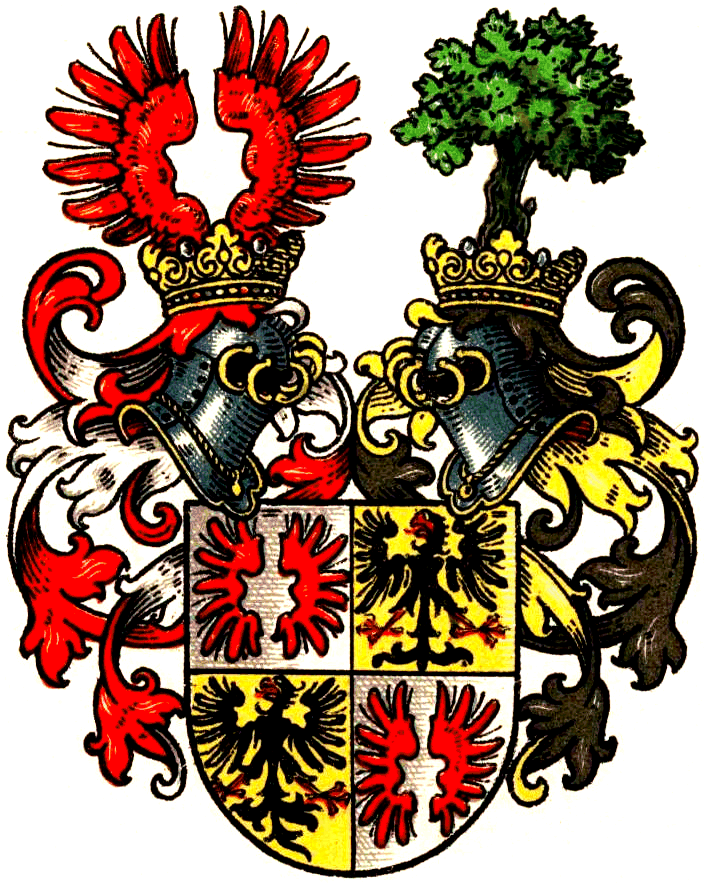
Wappen der Freiherren von Cloedt

## Angehörige
- Theodor von Cloedt (1821–1898), deutscher Politiker
- Stephan Johann Roser von Clodh (1674–1727), Weihbischof in Fulda sowie Titularbischof von Derbe
- Rabe Hermann von Cloedt (* 1616; † 1696), brandenburgischer Obrist und Kommandant der Sparrenburg in Bielefeld während des Dreißigjährigen Krieges
- Hermann Friedrich von Cloedt (* um 1555; † 26. Juli 1586 in Neuss), deutscher Obrist und protestantischer Militärführer während des Truchsessischen Kriegs (1583–1588)
- Westhoff von Cloet, kurpfälzischer Hauptmann, Droste und Geheimer Rat
- Johann von Cloedt, ein Reitergeneral in französischen Diensten unter Heinrich IV. (Frankreich)
- Heinrich von Cloet, Ritter und Erbburgvogt der Burg Mark
- Dietrich von Cloet (um 1188), Erste urkundliche Erwähnung der Familie
- Dietrich von Cloet (16. Jahrhundert), erhielt 1580 das Rittergut Hanxleden durch Heirat
- Benedikt Raban von Clodt († 1798), Freiherr, kurfürstlicher Gerichtspräsident in Koblenz und letzter Patronatsherr der von seiner Familie gestifteten Kapelle St. Johannes Nepomuk in Brodenbach; Lehnsherr in der Herrschaft Ehrenberg.